# Степанакерт
Степанакерт (јерм. Ստեփանակերտ) или Ханкенди (азер. Xankəndi) је град на подручју Нагорно-Карабаха у Азербејџану. До 2023. године био је под дефакто контролом и главни град самопроглашене Републике Арцах (раније Нагорнокарабашка Република). Град је од 1992. до 2023. био насељен готово само Јерменима. Азери су протерани током Првог рата за Нагорно-Карабах. Јермени су напустили град након азербајџанске операције и пада Арцаха у септембру 2023. године.

## Историја
Средњовековни јерменски извори сведоче о насељу званом Вараракн (јерм. Վարարակն). Године 1847. руске власти су село званично преименовале из Вараракн у Ханкенди (Ханово село), међутим, Вараракн је остао локални јерменски назив за град до 1923. године када су тадашње комунистичке власти промениле име у Степанакерт у част јерменском комунисти из Бакуа – Степана Шаумјана.
Током Совјетског Савеза, град је био део Нагорнокарабашке Аутономне Области Азербејџанске ССР. Степанакерт је служио као главно економско средиште Нагорно-Карабаха, а до средине 1980-их у граду је радило деветнаест фабрика, укључујући фабрику електричне енергије и асфалта. До краја совјетске ере, Степанакерт је имао пољопривредну техничку школу, педагошки институт, медицинску и музичку школу, локални историјски музеј и драмско позориште.
Када је 1991. године Азербејџан прогласио независност од Совјетског Савеза, граду је враћен стари назив у склопу кампање азерификације и одбацивања комунистичких имена. Убрзо су Јермени из Нагорно-Карабаха прогласили независну Нагорнокарабашку Републику (касније Република Арцах) и избио је први рат за Нагорно-Карабах у којем су превладали Јермени који су граду вратили име из периода Совјетског Савеза јер нису желели да прихвате азерски назив. Током рата, град је жестоко бомбардован од стране азербејџанске војске, а Азери су протерани. 
Град је поново био под интензивним бомбардовањем током Другог рата за Нагорно-Карабах 2020. године. Азербејџанска војска је непрекидно гађала стамбена подручја касетном муницијом током целог рата, почевши од првог дана борби, а становници су позивани да користе градска склоништа за бомбе.
Азербејџан је 19. године септембра 2023. покренуо нову офанзиву у региону, која се завршила прекидом ватре и довела до масовног егзодуса Јермена неколико дана касније. До 29. септембра 2023, полиција Министарства унутрашњих послова Арцаха оставила је сво своје оружје у Степанакерту и потпуно напустила регион. Возила азербејџанске полиције почела су да патролирају градом 29. септембра, те је град поново дошао под азербајџанску контролу.

## Познати становници
- Роберт Кочарјан, 2. председник Јерменије
- Серж Саргсјан, 3. председник Јерменије

## Галерија
- Поглед на околину и пут за град
- Улица у Степанакерту
- Трг ренесансе
- Председничка палата
- Народна скупштина
- Степанакерт
- Катедрала у Степанакерту
- Зграда Савеза бораца за слободу Арцаха
- Степанакерт
- Аеродром
- Стадион